# 미조구치 히데카쓰
미조구치 히데카쓰(일본어: 溝口秀勝, 1548년 ~ 1610년 11월 13일)는 일본 센고쿠 시대부터 에도 시대 전기에 걸쳐 활동한 다이묘로, 에치고국 시바타번의 초대 번주이다.

## 생애
덴분 17년(1548년), 오와리국 나카시마 군(中島郡) 미조구치에서 미조구치 가쓰마사(溝口勝政)의 아들로 태어났다. 어린 시절부터 니와 나가히데에게 종사했는데, 덴쇼 9년(1581년)에 오다 노부나가로부터 그 재능을 인정받고 직속 신하가 되어 와카사국 다카하마 성(高浜城)의 5천 석 영지를 받았다. 덴쇼 10년(1582년)에 발생한 혼노지의 변으로 노부나가가 비명횡사한 뒤에는 다시 나가히데를 섬겨, 시즈가타케 전투 이후에는 가가국 다이쇼지 성(大聖寺城)의 4만 4천 석 영지를 다스리게 되었다.
덴쇼 13년(1585년), 나가히데가 사망한 뒤에는 그 후계자인 니와 나가시게를 섬겼으나, 곧 도요토미 히데요시를 섬기며, 호리 히데마사 휘하의 요리키 다이묘(与力大名)로서 배속되었다. 덴쇼 14년(1586년), 히데요시(秀吉)로부터 히데요시의 『히데(秀)』 1자의 편휘(偏諱)를 받아 히데카쓰(秀勝)라 개명하였고 도요토미 성을 하사받았다. 게이초 3년(1598년)에는 에치고국 시바타성의 6만 석 영지를 거느렸다.
게이초 5년(1600년)의 세키가하라 전투에서는 동군에 가담했다. 에치고에서 우에스기 가게카쓰가 선동한 잇키를 진압한 공을 세워, 전투 이후 도쿠가와 이에야스로부터 영지 지배를 인정받았다. 게이초 15년 9월 28일(1610년 11월 13일), 시바타에서 63세로 사망하였다. 사후, 그가 창건한 시바타 성 아래의 조겐지(浄見寺)에 매장되었다. 조겐지는 후에 호코지(宝光寺)로 개칭했으며, 히데카쓰의 묘소와 함께 니가타현 시바타시 스와 정(諏訪町)에 위치해 있다.
|  | 제1대 시바타번 번주 (미조쿠치 가) 1598년 ~ 1610년 | 후임 미조구치 노부카쓰 |